# Голобська селищна рада
Голо́бська се́лищна ра́да Голобської селищної територіальної громади (до 2015 року — Голобська селищна рада Ковельського району Волинської області) — орган місцевого самоврядування Голобської селищної територіальної громади Волинської області. Розміщення ради — селище міського типу Голоби.

## Склад ради
Рада складається з 29 депутатів та голови.
Перші вибори до ради об'єднаної громади та Голобського селищного голови відбулись 25 жовтня 2015 року, одночасно з черговими місцевими виборами. Було обрано 26 депутатів ради, всі — самовисуванці.
Головою громади обрали позапартійного самовисуванця Сергія Гарбарука, тодішнього Голобського селищного голову.
24 грудня 2017 року відбулись додаткові вибори до ради громади в 27, 28 та 29 одномандатних виборчих округах (на колишній території Радошинської сільської ради). Було обрано 3 депутати-самовисуванці.
При селищній раді утворено п'ять постійних депутатських комісій:
- з питань сільського господарства, соціального розвитку села, регулювання земельних відносин, екології, раціонального використання природних ресурсів;
- з питань бюджету, фінансів, планування, розвитку підприємництва, управління комунальною власністю;
- з питань освіти, культури та туризму, духовності, охорони здоров'я, материнства, у справах сім'ї, молоді та спорту, соціального захисту населення;
- з питань промисловості, будівництва, транспорту, зв'язку і житлово-комунального господарства та підприємництва;
- з питань депутатської діяльності та етики, дотримання прав людини, законності й правопорядку.

## Історія
До 18 листопада 2015 року — адміністративно-територіальна одиниця в Ковельському районі Волинської області з територією 0,819 км² та населенням  — 5 296 осіб (станом на 2001 рік).
Селищній раді підпорядковувались: смт Голоби, села Бруховичі, Вівчицьк, Калиновник, Нужель, Погіньки.
| Населенні пункти  | 2001 рік | 1987 рік |
| ----------------- | -------- | -------- |
| Бруховичі         | 392      | 520      |
| Вівчицьк          | 143      | 440      |
| Голоби            | 4,240    | 4,100    |
| Калиновник        | 44       | 160      |
| Нужель            | 272      | 410      |
| Погіньки          | 205      | 430      |
| Сукупне населення | 5,296    | 6,060    |

#### Керівний склад попередніх скликань
| Прізвище, ім'я, по батькові   | Основні відомості                                                | Дата обрання | Дата звільнення |
| ----------------------------- | ---------------------------------------------------------------- | ------------ | --------------- |
| Степанюк Аркадій Михайлович   | Селищний голова, 1955 року народження, безпартійний              | 26.03.2006   | 31.10.2010      |
| Гарбарук Сергій Володимирович | Селищний голова, 1966 року народження, освіта вища, безпартійний | 31.10.2010   |                 |

Примітка: таблиця складена за даними сайту Верховної Ради України

#### Депутати
За результатами місцевих виборів 2010 року депутатами ради стали:

##### За суб'єктами висування
| Суб'єкт висування                         | Кількість обраних депутатів | %  |
| ----------------------------------------- | --------------------------- | -- |
| Політична партія «Сильна Україна»         | 9                           | 45 |
| Самовисування                             | 8                           | 40 |
| Українська Народна Партія                 | 2                           | 10 |
| Партія промисловців і підприємців України | 1                           | 5  |

##### За округами
| № округу                                  | Прізвище, ім'я, по батькові       | Дата визнання обраним | Освіта             | Партійна приналежність                        | Відомості про обраного депутата                                       |
| ----------------------------------------- | --------------------------------- | --------------------- | ------------------ | --------------------------------------------- | --------------------------------------------------------------------- |
| Партія промисловців і підприємців України |                                   |                       |                    |                                               |                                                                       |
| 8                                         | Кудацький Микола Володимирович    | 01.11.2010            | середня            | позапартійний                                 | фермерське господарство «Кум», голова                                 |
| Політична партія «Сильна Україна»         |                                   |                       |                    |                                               |                                                                       |
| 3                                         | Борисюк Андрій Петрович           | 01.11.2010            | вища               | позапартійний                                 | Волиньтехагросервіс, директор                                         |
| 4                                         | Хом'як Лідія Никандрівна          | 01.11.2010            | середня спеціальна | позапартійна                                  | Голобська райлікарня № 2, головний бухгалтер                          |
| 9                                         | Крисюк Тамара Андріївна           | 01.11.2010            | середня спеціальна | позапартійна                                  | Голобська райлікарня № 2, старша медсестра                            |
| 10                                        | Бречко Олексій Степанович         | 01.11.2010            | вища               | позапартійний                                 | Радошинський піщаний кар'єр, головний інженер                         |
| 11                                        | Тарасовська Руслана Миколаївна    | 01.11.2010            | середня спеціальна | позапартійна                                  | районний будинок культури, керівник танцювального колективу «Сонечко» |
| 12                                        | Приступа Василь Васильович        | 01.11.2010            | вища               | позапартійний                                 | Новомосирська сільська рада, землевпорядник                           |
| 16                                        | Киричок Тетяна Володимирівна      | 01.11.2010            | середня спеціальна | позапартійна                                  | фельдшерсько-акушерський пункт с. Бруховичі, завідувачка              |
| 18                                        | Митюк Наталія В'ячеславівна       | 01.11.2010            | вища               | позапартійна                                  | Ковельська районна станція юних туристів, керівник гуртка             |
| 19                                        | Слюсарчук Людмила Пантелеймонівна | 01.11.2010            | середня спеціальна | позапартійна                                  | Голобське відділення зв'язку, листоноша                               |
| Українська Народна Партія                 |                                   |                       |                    |                                               |                                                                       |
| 1                                         | Біліч Ангеліна Петрівна           | 01.11.2010            | вища               | член Української Народної Партії              | Голобська селищна рада, секретар                                      |
| 17                                        | Абрамчук Світлана Петрівна        | 01.11.2010            | вища               | позапартійна                                  | Бруховичівська загальноосвітня школа І-ІІ ст., директор               |
| Самовисування                             |                                   |                       |                    |                                               |                                                                       |
| 2                                         | Шпак Валентин Феодосійович        | 01.11.2010            | вища               | позапартійний                                 | Голобська загальноосвітня школа І-ІІІ ст., вчитель                    |
| 5                                         | Басюк Василь Антонович            | 01.11.2010            | середня спеціальна | позапартійний                                 | Ковельське УГТ, слюсар                                                |
| 6                                         | Войціховський Петро Анатолійович  | 01.11.2010            | вища               | позапартійний                                 | Голобський дитячий будинок-інтернат, головний інженер                 |
| 7                                         | Волошук Святослав Сергійович      | 01.11.2010            | вища               | позапартійний                                 | Голобське КП «Наше Селище», начальник                                 |
| 13                                        | Вегера Алла Василівна             | 01.11.2010            | вища               | позапартійна                                  | Голобська селищна рада, землевпорядник                                |
| 14                                        | Вегера Володимир Миколайович      | 01.11.2010            | вища               | позапартійний                                 | СТзОВ Агрокультурне «Полісся», менеджер                               |
| 15                                        | Йоц Віра Борисівна                | 01.11.2010            | вища               | позапартійна                                  | бібліотека с. Бруховичі, бібліотекар                                  |
| 20                                        | Ковбасюк Віктор Васильович        | 01.11.2010            | середня спеціальна | член Всеукраїнського об'єднання «Батьківщина» | тимчасово не працює                                                   |